# Zone à défendre

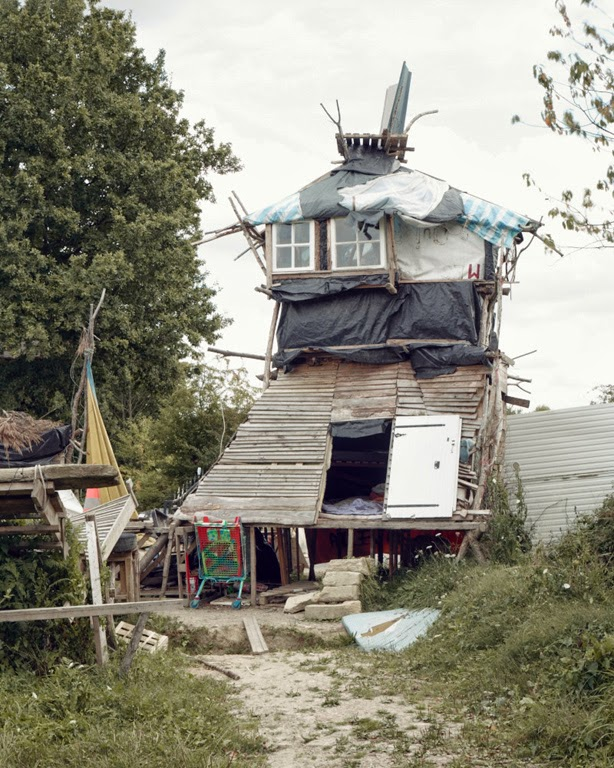
Torre de vigilancia del ZAD de Notre Dame des Landes

La expresión francesa zone à défendre (abreviado ZAD en sus siglas en francés, traducido como «zona que defender») es un neologismo utilizado en Francia, Bélgica y Suiza para designar espacios ocupados por activistas, generalmente de extrema izquierda, con el objetivo de oponerse a proyectos de construcción que consideran nefastos para el medio ambiente. Las ZAD toman generalmente la forma de ocupaciones al aire libre y sirven asimismo como lugares de vida autónoma. Los habitantes de una ZAD se denominan «zadistas» (en francés: zadistes).
Las ZAD se encuentran principalmente en zonas con relevancia medioambiental o agrícola, aunque el término también se ha empleado para okupaciones en el medio urbano, como las realizadas en Ruan o en Décines-Charpieu. Aunque no haya cifras oficiales, a comienzos de 2016 se estimaba que había entre 10 y 15 ZAD.

## Etimología y uso del término
Las iniciales ZAD son un détournement (subversión contrapublicitaria) del término administrativo zone d'aménagement différé («zona de desarrollo diferido»). En el sitio del proyecto de aeropuerto de Notre-Dame-des-Landes se designó una zona de desarrollo diferido de 1225 ha que fue renovada dos veces, provocando la creación de la primera «zona que defender» de Francia. A diferencia de los «zadistas», activistas de las zonas que defender, los vecinos afectados de las zonas de desarrollo diferido recibían en los años 1970 el nombre de zadés.
En noviembre de 2014, los términos ZAD y zadistes fueron inscritos en el Instituto Nacional de la Propiedad Industrial (INPI) por René Leblanc, exalcalde de Quelneuc y exdirector departamental de marcas del INPI contrario al aeropuerto de Notre Dame des Landes, que afirmó querer evitar así su uso para fines comerciales.
En 2015, el término zadiste fue incorporado al diccionario Le Petit Robert en su versión 2016 como «[m]ilitante que ocupa una ZAD para oponerse a un proyecto de desarrollo que perjudicaría al medio ambiente». Le Petit Robert data la aparición de las siglas ZAD para «zona que defender» en 2011 y zadiste en 2012.

## Antecedentes
En la década de los 70, el gobierno local denominó a las 200 hectáreas situadas alrededor de Notre-Dame-des-Landes (Nantes) como zone d'aménagement différé («zona de desarrollo diferido») para la construcción del Aeropuerto del Gran Oeste (Aéroport du Grand Ouest), que sería el tercer aeropuerto más grande de Francia. La zona prevista para la construcción del aeropuerto es un ecosistema de humedales en el que habitan especies amenazadas, como por ejemplo el Tritón crestado.

## Inicio de la resistencia
El proyecto del aeropuerto fue relanzado en 2003 por el alcalde de Nantes (capital del departamento de Loira Atlántico), Jean-Marc Ayrault, que lo clasificó como de «utilidad pública». La empresa constructora Vinci es la responsable del proyecto de construcción del Aeropuerto del Gran Oeste, que se estima en un coste unos 580€ millones. Para ello, deben expropiar la tierra a los campesinos y campesinas, así como al resto de la población local, y, como consecuencia, se verán obligados a abandonar la zona y buscar una nueva forma de ganarse la vida.
El proyecto del Aeropuerto del Gran Oeste dio lugar a una nueva ola de resistencia articulada entre políticos locales, el Partido Verde francés (EELV), asociaciones ecologistas, ciudadanos, campesinos y activistas. Los políticos y la ciudadanía trataron de abrir una vía de negociación con el poder para frenar la construcción. A partir de 2009, cerca de 150 ecologistas y anarquistas optaron por una estrategia más radical y ocuparon esta ZAD, bautizándola zone à défendre («zona que defender»).
La ocupación comenzó por las casas abandonadas, que fueron remodeladas; y después se inició la construcción de cabañas tanto en el suelo como en los árboles, huertos colectivos, una panadería, un bar, una tienda gratis, etc. Esto permitió desarrollar una «zona de autonomía definitiva» (en un nuevo uso de las iniciales ZAD) y articular una lucha popular con la iniciativa de la población local. Además, esta zona fue lugar de encuentro para militantes de toda Francia (y Europa, en menor medida), lo que permitió una convergencia de luchas antidesarrollo en contra de otros megaproyectos (entre otros contra la construcción de una planta nuclear en Normandía y la línea de muy alta tensión Cotentin-Maine).

## Intentos de desalojo

### 2012-2013
Después de tres años de ocupación y de actos de resistencia  de todo tipo, el 16 de octubre de 2012, la policía y el ejército francés empezaron el ataque contra esta zona anticapitalista. El ataque se denominó oficialmente “Operación César”. Durante semanas desalojaron y destruyeron casas y cabañas de la zona. Los zadistas resistieron construyendo barricadas en las carreteras para obstaculizar su paso, entre otras estrategias de defensa. Las fuerzas gubernamentales hicieron uso de la violencia para proceder al desalojo, incluso con armas como las bombas de sonido. La represión se fue incrementando cada día (presos, heridos). Al llamamiento de resistencia acudió gente de todo el país y progresivamente otras ciudades convocaron actos de solidaridad (recolectar ropa, comida, herramientas, etc) y manifestaciones. Asimismo, en todo el país se multiplicaron los actos nocturnos de sabotaje contra VINCI (publicidad en las paradas de autobuses, edificios, etcétera) y contra el Partido Socialista francés (pintadas en sus locales, vitrinas rotas...).
El gobierno francés, en vista del aumento de la movilización, realizó declaraciones en contra de la ZAD calificándolo como "una minoría violenta y antidemocrática". Los habitantes de la ZAD, que en su mayoría son libertarios, así como los campesinos y la ACIPA (Association Citoyenne Intercommunale des Populations concernées par le projet d’Aéroport de Notre Dame des Landes, «Asociación Ciudadana Intermunicipal de las poblaciones afectadas por el proyecto de aeropuerto de Notre Dame des Landes») argumentaron que el Estado no conseguiría dividirlos, y demostraron su unión en la manifestación de «Reocupación de la ZAD» del 17 de noviembre de 2012, en la cual se congregaron alrededor de 40.000 personas, entre ellos un bloque de 5.000 activistas y campesinos, los cuales acudieron montados en sus tractores.
A partir de ese momento los ataques policiales continuaron de manera esporádica y aleatoria. La amplia cobertura mediática de las expulsiones y la reocupación, así como la llegada del frío, frenaron la intención del Estado de organizar otro desalojo masivo. Ese tiempo fue aprovechado por los zadistas para continuar reconstruyendo las casas -en condiciones precarias debido a las malas condiciones climatológicas.
El 5 y 6 de enero de 2013 se organizó el “FestiZad”, cuyo objetivo fue recolectar fondos y aprovechar un momento de “tranquilidad policial” para convivir entre activistas y seguir informando sobre la lucha. El festival se estima que contó con la participación de 8.000 personas. No es el único festival organizado allí, en agosto del mismo año se ha vuelto a organizar un fin de semana con música, conferencias, y otros actos que persiguen conectar diversos espacios de lucha con una perspectiva ecológica.
A partir de abril de 2013 la presión policial disminuyó. Los cruces ya no se encuentran controlados por policías, y cesó la amenaza constante de desalojo.
En mayo de 2013 se organizó una cadena humana como acción de protesta contra el proyecto de Vinci. Alrededor de las 200 hectáreas que ocupa la ZAD se dieron cita más de 40.000 personas que unidas de la mano rodearon la zona.

### 2018
En abril de 2018, el gobierno francés ha emprendido una nueva operación de desalojo en el ZAD de Notre-Dame-des-Landes. Con unos efectivos de aproximadamente 2.500 policías antidisturbios, las operaciones han comenzado el 9 de abril y persisten el día 13, con fuertes enfrentamientos entre policía y zadistas.

## Otras experiencias de resistencia en Francia
La historia de resistencia de la ZAD no es un hecho aislado en Francia. La cineasta Nicole Le Garrec y su esposo Félix, comparan esta lucha que pervive en la actualidad con la lucha surgida en los años 80 contra la instalación de una central nuclear en Plogoff y que esta pareja recogió en forma de largometraje documental en Plogoff, las piedras contra los fusiles